# Cataratas de Rappu
Cataratas de Rappu é uma cachoeira  no rio Essequibo, Guiana, aproximadamente 17 km ao norte da confluência com o rio Rupununi .
Está entre um conjunto de outras cataratas que tornam a travessia do alto Essequibo um desafio, incluindo as Cataratas do Rei William IV, Ackramukra e a catarata de Murray. 
É nomeado para o tipo particular de bambu que cresce lá, que é usado para a produção de flechas lanceoladas pelos povos uapixana e macuxi . Usar este bambu tem o efeito de paralisar o alvo do caçador. 